# إدوارد كيني
إدوارد كيني (بالإنجليزية: Edward Kenny)‏ هو سياسي كندي، ولد في 1 يوليو 1800 في مقاطعة كري في جمهورية أيرلندا، وتوفي في 16 مايو 1891 في History of Halifax, Nova Scotia ‏ في كندا. نشط حزبياً في حزب كندا المحافظ. وقد انتخب عضو مجلس الشيوخ الكندي.